# Borsa di Milano

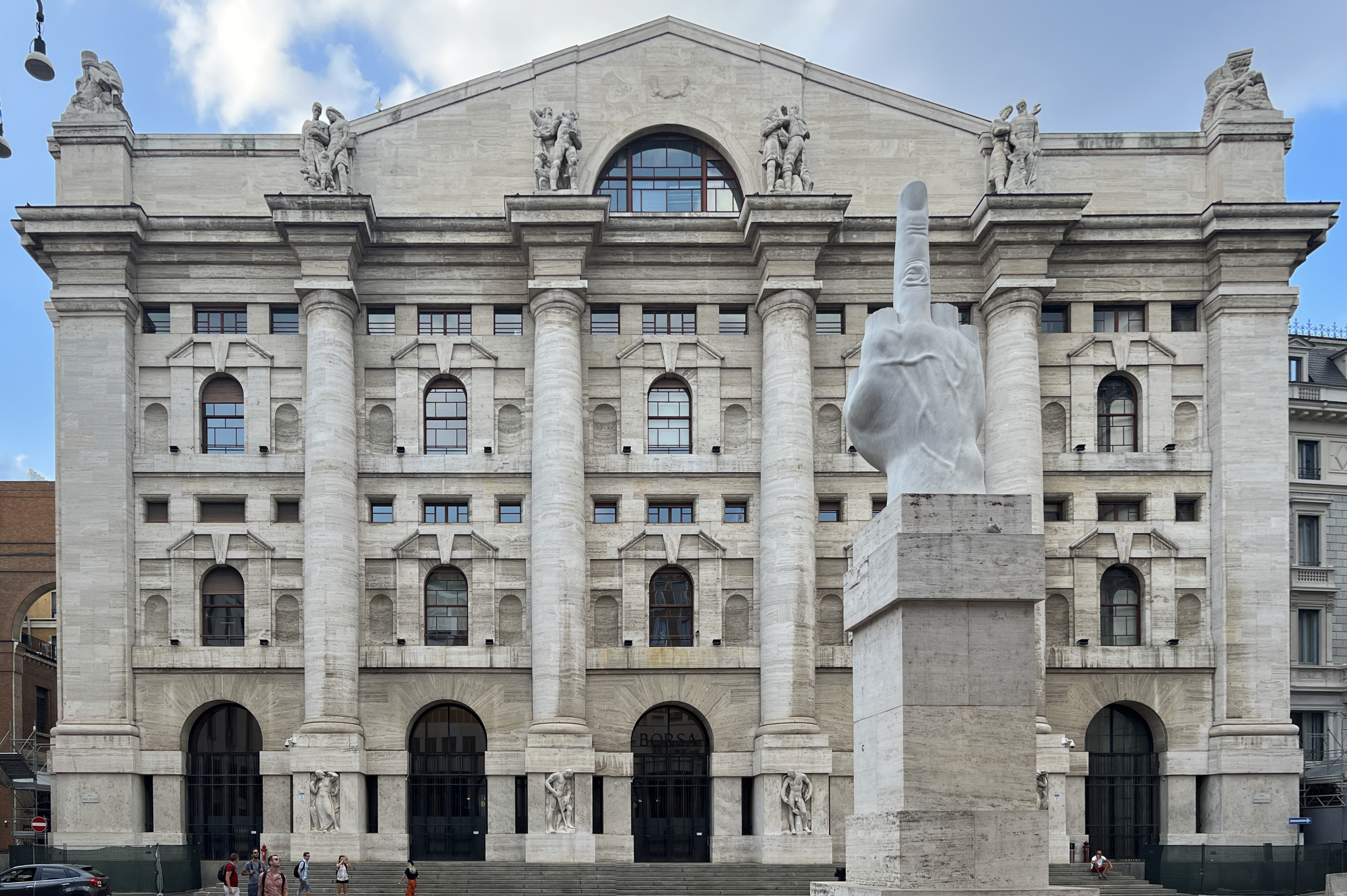
Palazzo Mezzanotte,
sede della Borsa di Milano

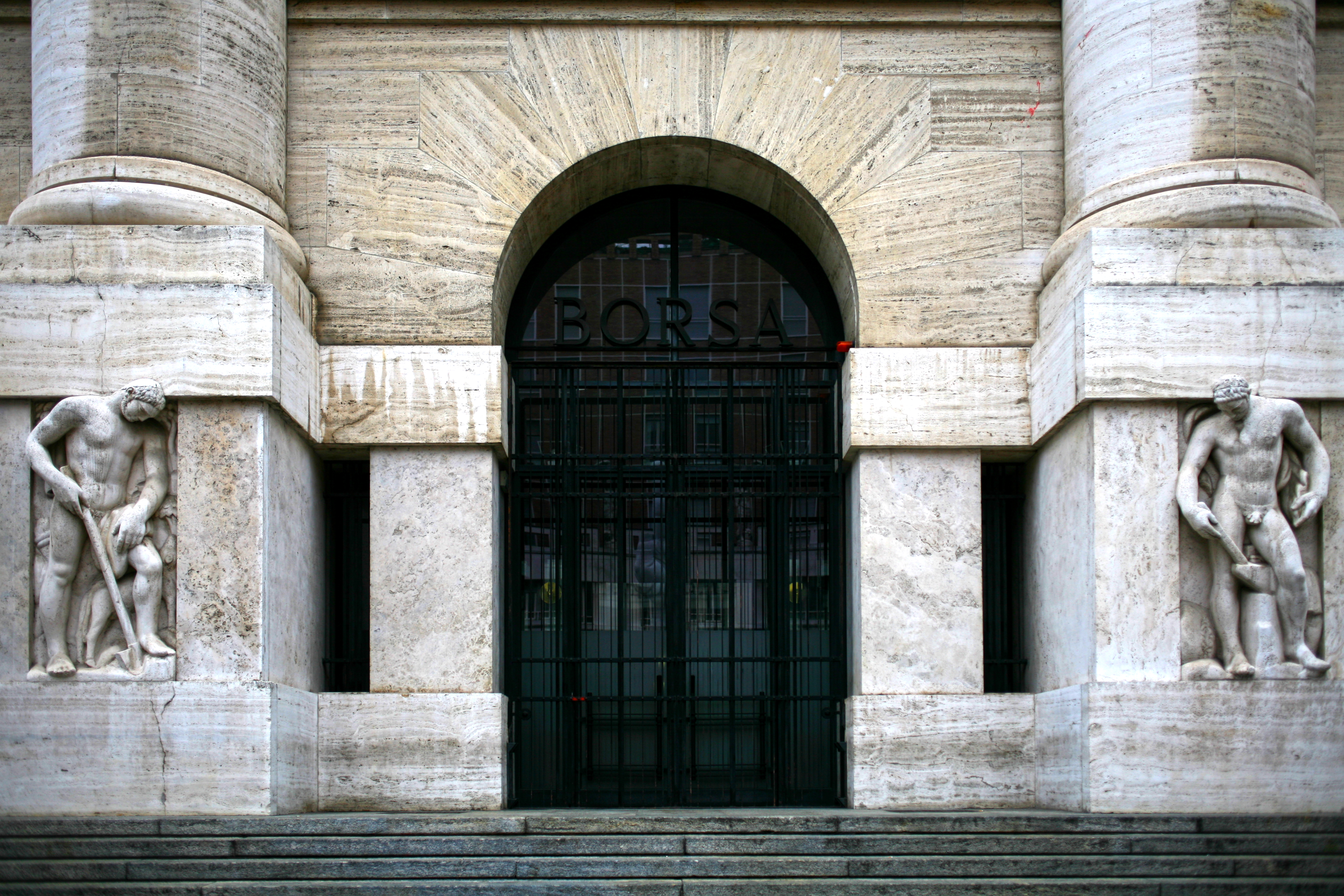
L'ingresso di Palazzo Mezzanotte, sede della Borsa di Milano dal 1932

La Borsa di Milano è un mercato finanziario di tipo borsa valori operante in Italia, entrato in funzione nel 1808, pertanto in ordine cronologico dopo le borse di Venezia nata nel 1600, Trieste nel 1775 e la Borsa di Roma fondata dallo Stato Pontificio il 24 dicembre 1802. 
A seguito della privatizzazione dei mercati di borsa, avvenuta nel 1998, le dieci borse valori locali presenti in Italia - Milano, Roma, Trieste, Venezia, Napoli, Torino, Genova, Firenze, Bologna e Palermo - sono state chiuse ed accorpate in un unico soggetto: Borsa Italiana.
Con sede a Milano in piazza degli Affari, Borsa Italiana è, oggi, la società che si occupa della gestione e funzionamento di tutto il mercato finanziario  italiano.

## Storia

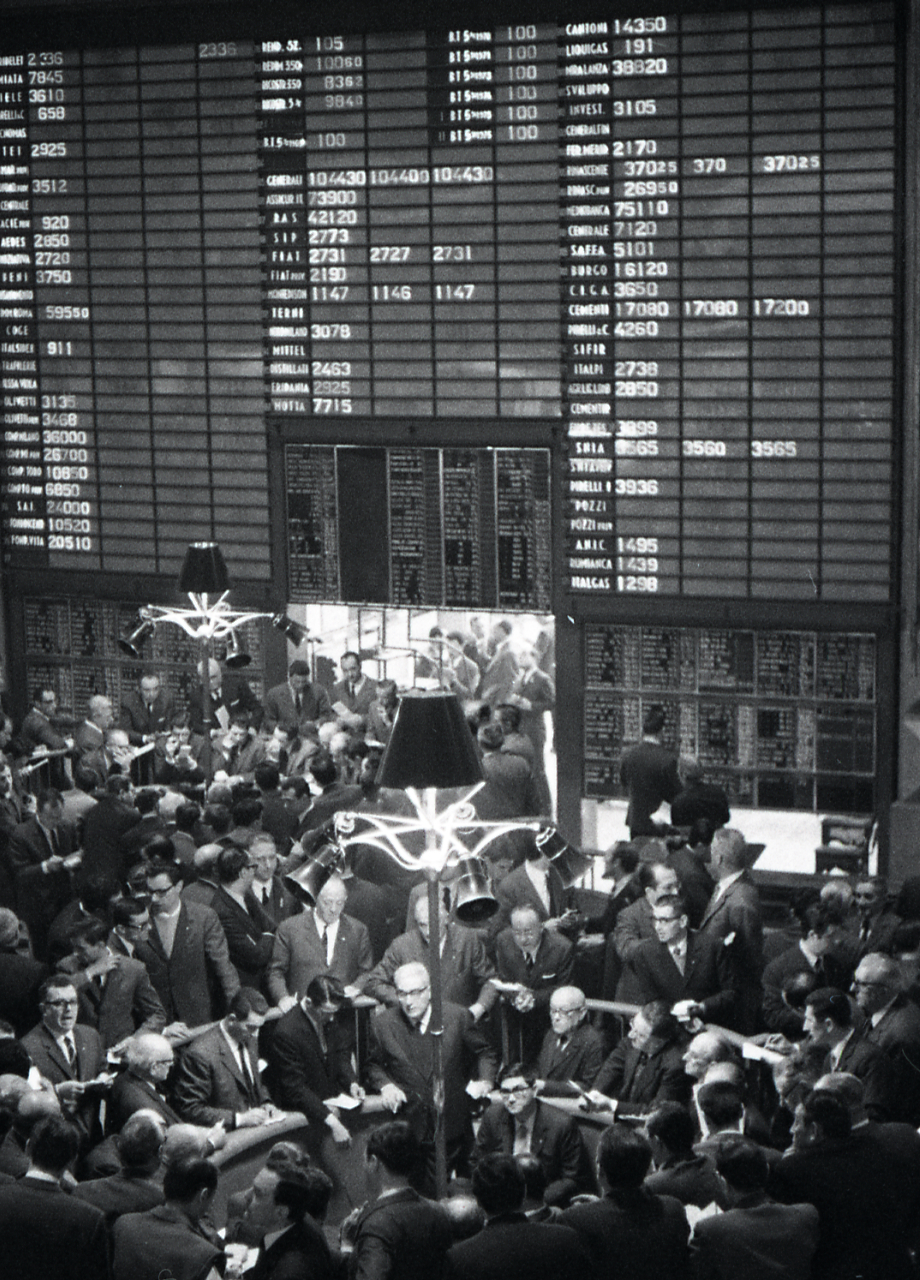
Foto di Paolo Monti, 1968

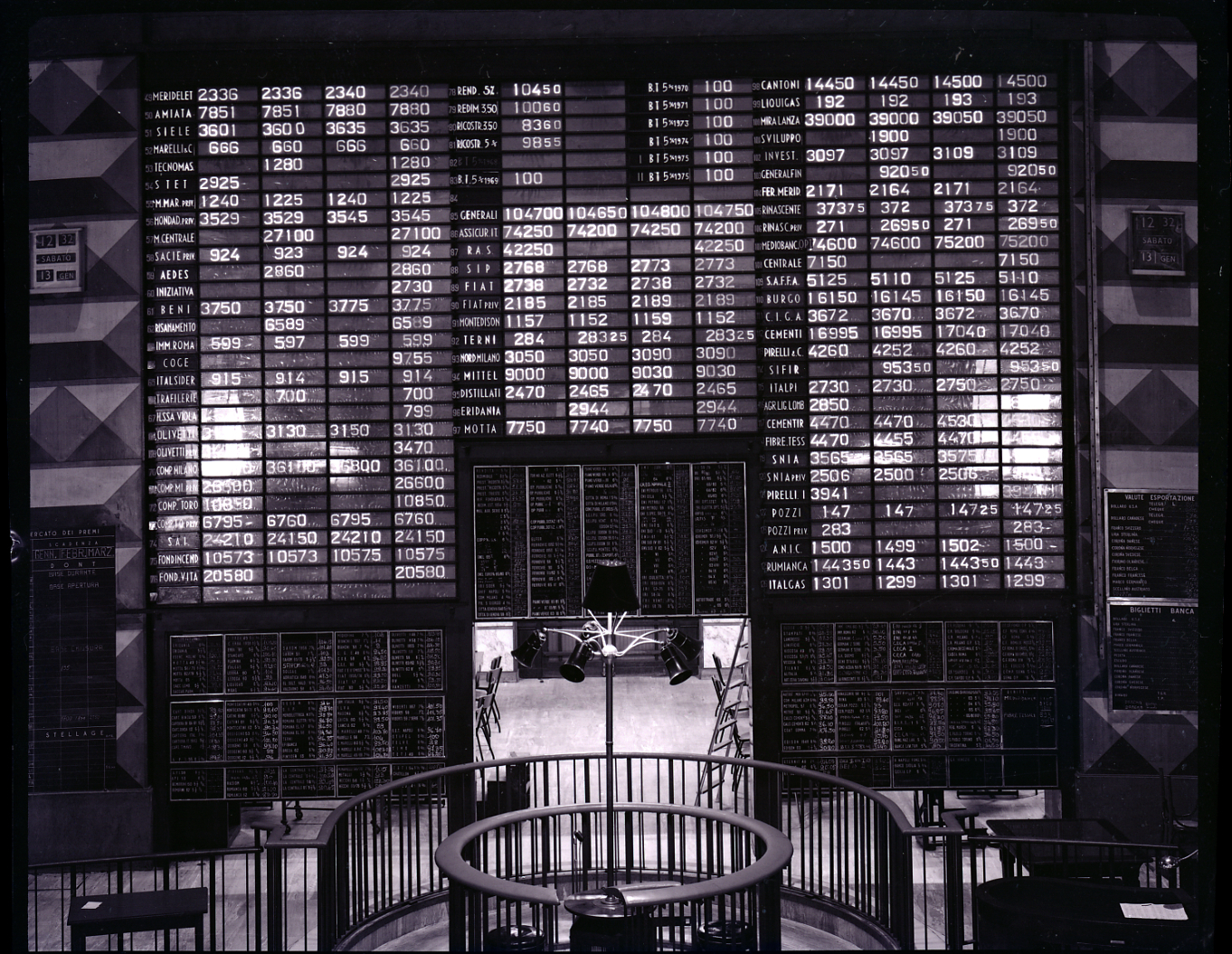
Foto di Paolo Monti, 1968

### Dalla nascita ai primi '50 anni
La "Borsa di commercio" di Milano fu istituita nel 1808 dal viceré del Regno d'Italia napoleonico Eugenio di Beauharnais. Si trattava di una borsa di commercio tradizionale, in cui si negoziavano valute, merci, titoli del debito pubblico e metalli preziosi.
Gli operatori autorizzati erano gli agenti di cambio ed i sensali, categorie che erano già soggette a regolamentazione.
La sede iniziale fu presso il Palazzo del Monte di Pietà.
Sebbene le contrattazioni fossero ridotte, lo spazio era troppo ristretto e così già nel settembre del 1809 si decise di trasferire gli scambi in Piazza Mercanti presso il Palazzo dei Giureconsulti, che ospitò la Borsa di Milano per quasi un secolo.
Dopo il periodo napoleonico Milano ritornò a essere controllata dagli austriaci, parte del Regno Lombardo-Veneto e un decreto imperiale del maggio 1816 ribadì i compiti e finalità della Borsa.
Sono attestati bollettini di borsa a partire dagli anni quaranta dell'Ottocento.
Il progetto di statuto del 1850 confermava che a metà del secolo le caratteristiche del mercato milanese erano ancora quelle di quarant'anni prima. Infatti, venivano indicati come oggetti di negoziazione le cambiali, i biglietti all'ordine, i pagherò, la seta in bozzoli, l'oro, l'argento, ogni altra mercanzia, le azioni industriali, gli effetti pubblici nazionali ed esteri. Gli intermediari ammessi erano gli agenti di cambio, i sensali di seta ed i sensali di mercanzie.
La prima società privata in assoluto a quotarsi in Borsa a Milano fu la LVCI nel 1858, società austriaca che si occupava della gestione delle ferrovie nel Regno Lombardo-Veneto.

### Dall'unità d'Italia al secondo conflitto mondiale
Nei primi decenni dopo l'Unità d'Italia quella di Milano non era la borsa più importante d'Italia, infatti la Borsa di Genova era di gran lunga la più importante del nuovo regno.
Dopo la nascita dell'Italia unita, alla Borsa di Milano vennero quotate, con l'intermediazione di banche su base azionaria come il Credito Mobiliare e la Banca Generale e molte case bancarie private milanesi, come Achille Villa, Burocco Casanova, Giulio Bellinzaghi, Zaccaria Pisa, Vonviller & C., Weill-Schott, ingenti quantità di titoli di debito statali, necessari a ripagare gli sforzi finanziari sostenuti per l'unificazione, a cui si aggiunsero titoli di poche grandi società private come banche, compagnie ferroviarie e assicurazioni.
Nel 1860, appena dopo l'annessione di Milano allo stato sabaudo, il bollettino di borsa menzionava solo due titoli azionari, quelli della Banca Nazionale nel Regno d'Italia e quelli delle Strade ferrate lombardo-venete.
Nel 1863 si aggiunsero altri sei titoli azionari, fra cui quelli del Credito Mobiliare e quelli della Società per le Strade Ferrate Meridionali (oggi Bastogi). Nel 1868 fu quotata la Regia Tabacchi. Nel 1871 il listino si arricchì di altri sei titoli, fra cui quelli della Banca Generale.
Nel 1873 gli scambi alla Borsa di Milano raggiunsero il valore complessivo di un miliardo e mezzo di lire, contro i 3 miliardi della Borsa di Genova.
Tra i maggiori titoli industriali entrati nel listino di Milano tra il 1880 e il 1895 ci furono le azioni e le obbligazioni della Società Italiana per le Strade Ferrate del Mediterraneo (oggi Mittel), della Navigazione Generale Italiana, delle Acciaierie e fonderie di Terni, della Società generale immobiliare.
La seconda rivoluzione industriale in Italia si manifestò con un po' di ritardo anche a causa della mancanza di materie prime e della non facilità di capitali mobilitabili. Nonostante questo, gli ultimi due decenni dell'Ottocento, in particolare dal 1895, furono caratterizzati da una crescita economica e industriale molto intensa. Questa crescita fu promossa dal governo e da personalità lungimiranti come l'ingegner Giuseppe Colombo. I capitali vennero erogati da banche milanesi di nuova costituzione, come la Banca Commerciale Italiana (1894-5) e il Credito Italiano (1895); la Borsa venne scelta quale via per il convogliamento di capitali nelle grandi imprese e alcune banche si specializzarono appunto in questa funzione di intermediazione e garanzia verso il pubblico.
In conseguenza dello sviluppo industriale la piazza di Milano affiancò quella di Genova come principale mercato finanziario del regno. Così i titoli azionari quotati a Milano aumentarono dai 23 del 1895 ai 54 del 1900, per toccare i 160 titoli nel 1913.
Questa crescita del mercato mobiliare sul finire del XIX secolo rese il Palazzo dei Giureconsulti non più sufficiente ad accogliere tutti gli operatori, così fu deciso di realizzare un nuovo edificio specificatamente destinato a sede della borsa in piazza Cordusio. Palazzo Broggi (opera di Luigi Broggi, oggi sede centrale milanese delle Poste Italiane) venne inaugurato nel 1901.
La crisi economica del 1907 travolse la Borsa di Genova e di conseguenza, a partire da un momento compreso fra il 1909 ed il 1911, la Borsa di Milano si trovò ad essere la piazza finanziaria più importante d'Italia. 
Perciò, a partire dal 1910, iniziarono ad essere quotate alla Borsa di Milano le azioni di molte società che avevano la sede in altre aree geografiche, come le società immobiliari romane, le compagnie di navigazione e gli zuccherifici genovesi, le assicurazioni triestine e veneziane. Perciò quella milanese iniziò a configurarsi come la borsa di tutt'Italia.
Alla metà degli anni venti si decise che anche Palazzo Broggi non bastava più e nel 1928 venne assegnata a Paolo Mezzanotte la realizzazione della nuova (e ultima) sede: Palazzo Mezzanotte, a piazza Affari, che fu inaugurato nel 1932. 
La forte riduzione della liquidità, attuata dalla Banca d'Italia su ordine del governo, a partire dall'estate del 1927 tuttavia iniziò a riverberarsi sull'economia e sulla Borsa. La crisi finanziaria del 1929 e seguenti depresse fortemente i valori dei titoli industriali, rivalutando il reddito fisso.
La volontà del governo di indirizzare il risparmio privato verso il titoli del debito pubblico si realizzò negli anni seguenti al 1929.
Con l'avvento dello stato imprenditore e banchiere (IRI e più tardi IMI) e con altri provvedimenti dirigistici, tra cui la chiusura dell'Italia nei confronti del mercato internazionale dei capitali, la funzione della Borsa quale intermediaria del capitale privato per le imprese perse di importanza, fatti salvi ancora alcuni titoli come Edison, Bastogi, Fiat, Pirelli, Ras, Assicurazioni generali.

### Dal boom economico a oggi
Nel dopoguerra il paese visse il boom economico e anche la borsa milanese per tutti gli anni cinquanta visse un periodo di ritrovata espansione domestica, nonostante il fatto che l'Italia perseguisse la continuazione della chiusura al mercato internazionale di capitali; in cui questa fase si assistette anche alla comparsa di rampanti speculatori come Michelangelo Virgillito (scalate alla Liquigas, Lanerossi, Assicuratrice Italiana) e poi la vicenda di Michele Sindona. A causa della perdurante disattenzione del governo ai temi dell'investimento borsistico in titoli industriali che di fatto privilegiava i titoli del debito pubblico, cui si aggiungevano i perduranti ostacoli normativi alla libertà di movimento di capitali, nei due decenni successivi la borsa vide una fase di stagnazione.
Nel 1974 fu istituita la Commissione Nazionale per le Società e la Borsa (CONSOB).
Nel 1978 su impulso della Banca d'Italia nasce Monte Titoli con lo scopo di avere un deposito unico degli strumenti finanziari di diritto italiano.
Nel 1983 furono quotati i primi fondi comuni di investimento di diritto italiano, pratica diffusa in tutti i maggiori Paesi del mondo Occidentale.

### La privatizzazione e la nascita di Borsa Italiana S.p.A.
Con la legge 2 gennaio 1991 n.1, venne approvata la riforma dei mercati mobiliari. Questa portò all'istituzione del Consiglio di Borsa, con sede a Milano, che raccoglieva tutte le funzioni di organizzazione del mercato precedentemente gestite dai vari organi locali.
Nel 1996, con il decreto legislativo 23 luglio n.415, venne definitivamente sancito il completo passaggio di tutte le attività di organizzazione e gestione dei mercati regolamentati dall’autorità pubblica all’impresa privata.
A seguito di queste introduzioni, il 7 febbraio 1997 nacque la società privata Borsa Italiana S.p.A., con sede a Milano, che accorpò definitivamente tutte le borse valori locali presenti in Italia e alla quale venne affidata l'organizzazione e la gestione di tutti i mercati regolamentati allora presenti. La società è operativa dal 2 gennaio 1998.